# Andrés Marcos Burriel y López
Andrés Marcos Burriel y López (Buenache de Alarcón, 8 dicembre 1719 – Cuenca, 19 giugno 1762) è stato un gesuita, storico, scrittore ed epigrafista spagnolo.

## Origini e formazione
Figlio del medico Miguel Burriel e di Ana López de Gonzalo. Studiò nel Collegio Imperiale di Madrid (1728) e fece il noviziato nella via Ancha di San Bernardo (1731) e nel Seminario di Letrs Humanas di Villarejo de Fuentes (1733). A Toledo studiò filosofia (1834) e teologia a Murcia (1739), arrivando al titolo di Maestro di Grammatica a Toledo (1742), professore di filosofia nel Collegio Imperiale (1745), direttore soprannumerario del Seminario dei Nobili di Madrid (1746) e, nel 1747, di filosofia nel Collegio della Compagnia di Alcalá de Henares, da dove godette di un ritiro forzoso che gli servì da riposo e convalescenza per la sua fragile salute provata dalla tubercolosi. Laggiù redasse l'introduzione per il terzo volume de la España sagrada di Enrique Flórez, che costituisce un'autentica lode all'Università di Alcalá per la quale Burriel provava grande orgoglio come storico, e che includeva un commentario su tutti gli autori alcalaini, centocinquanta scrittori delle più diverse materie.

## Commissione degli Archivi
Per ordine della Real Academia de la Historia e su istanza di Fernando VI, il ministro José de Carvajal e il gesuita e confessore reale Francisco de Rávago nominarono il gesuita Andrés Marcos Burriel direttore della Commissione degli Archivi (1750-56), il cui compito era pubblicare - con l'aiuto di un gruppo di storici - una versione critica dei concili spagnoli, delle iscrizioni, delle leggi dei breviari etc. e al tempo stesso rintracciare negli archivi ecclesiastici i documenti relativi ai diritti di regalìa, utili per ricattare la Curia Romana nel contesto della guerra tra Chiesa e Monarchia che si combatteva per i diritti di quest'ultima. A questo scopo si mise in viaggio tra gli anni 1749 e 1756, raccogliendo 13.664 documenti. Uno dei suoi primi lavori fu, nel 1750, il riordino dell'archivio della chiesa metropolitana di Toledo. Come epigrafista fu impegnato nella trascrizione diretta dei testi. Incontrando, per esempio, in un manoscritto di Francisco de Alarcón (1627), Pietre di sepolcri romani si trovano a Valera de Arriba, l'antica Valeria, nel quale se ne trovano più d'una ventina, fedele ai suoi principi metodologici andava di persona a controllare e comunicava i risultati a Mayáns. Fu importante collaboratore di Enrique Flórez, al quale fornì materiale prezioso.

## Consacrazione
Nel 1756 fu nominato cattedratico di teologia a Toledo; poi di filosofia morale nel Collegio Imperiale (1760). Sue carte furono donate alla Biblioteca Nazionale di Madrid, in maggior parte copie di documenti realizzati su suo ordine nell'Archivio Capitolare di Toledo e in altri archivi. Sostenne un'attiva corrispondenza con Gregorio Mayáns y Siscar, che lo considerava il suo miglior amico, e scrisse un'"Informazione della città imperiale di Toledo", 1758, e le "Memorie per la vita del santo re don Fernando III". Pubblicò, riassumendo ed estrapolando dalle "Memorie" di padre Miguel Venegas, la "Storia della California e della sua conquista temporale e spirituale" [Madrid, 1757, tre volumi su quattro, immediatamente tradotti in numerose lingue e specialmente in inglese (Londra, 1759) e francese (Parigi, 1767)].